# ヴィーンヌィツャ大虐殺

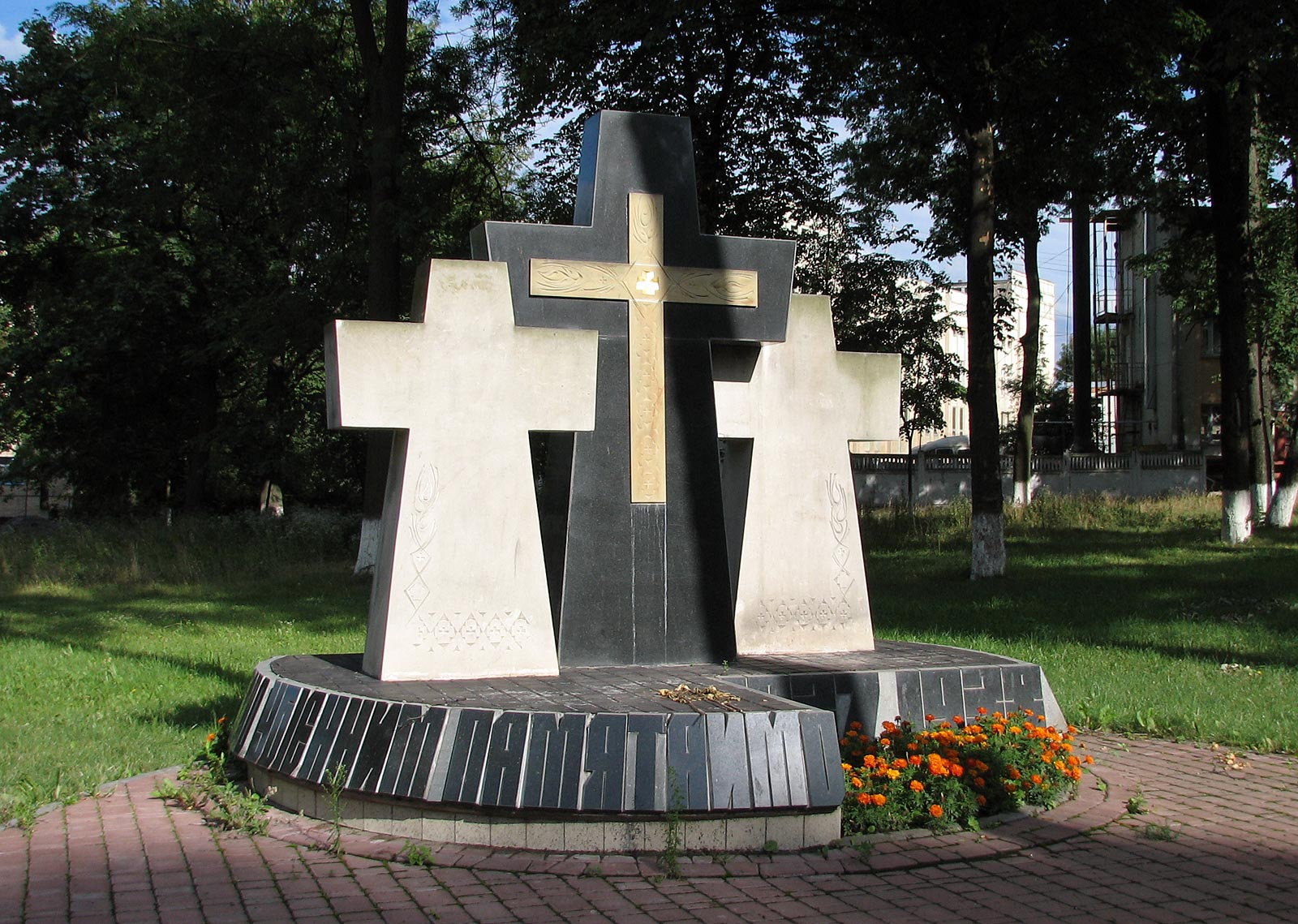
現在のヴィーンヌィツャにおける大虐殺の犠牲者記念碑。

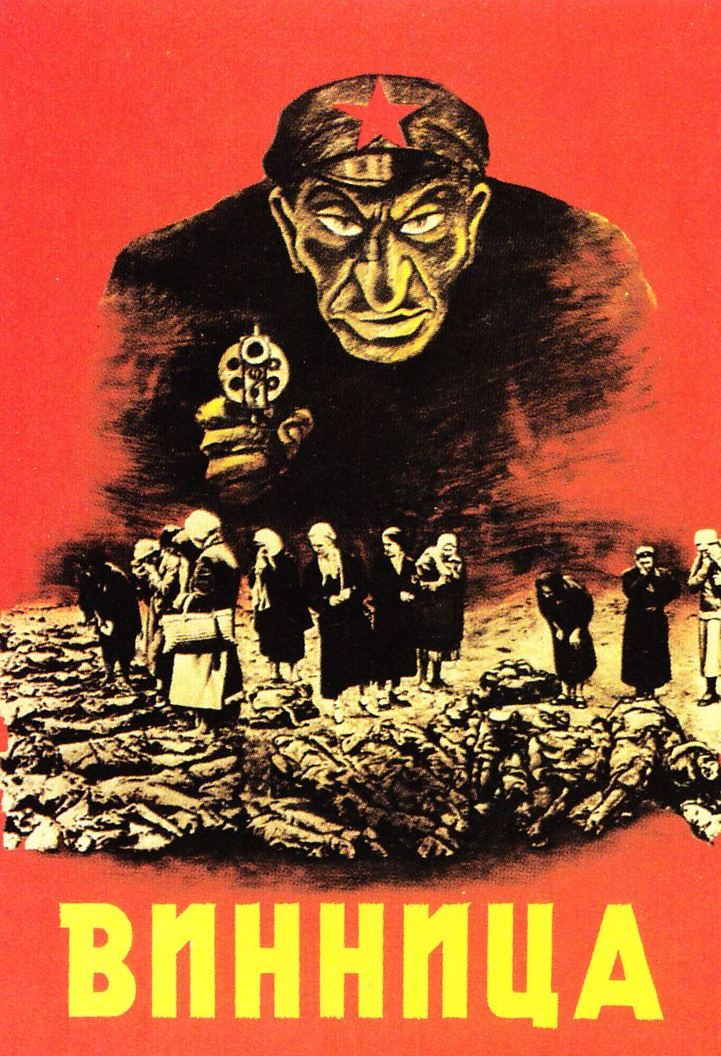
「ヴィーンニツァ」
ナチス・ドイツのプロパガンダ・ポスター

ヴィーンヌィツャの虐殺（ヴィーンヌィツャのぎゃくさつ）は、大粛清時代（1937年-1938年）にウクライナのヴィーンヌィツャで、一般市民がソ連の秘密警察のNKVDによって裁判無しに処刑された事件である。1943年、 ドイツ軍がウクライナを占領していた頃に、ヴィーンヌィツャの共同墓地が発見されて徹底的に調査された。ヴィーンヌィツャの虐殺は、カティンの森事件と同様な規模を持つ虐殺で、共産党のテロの一例である。

## 概要
共同墓地の調査を行ったのは、ヨーロッパの11ヶ国の解剖学者と病理学者からなる国際調査団であった。その調査団の構成は、中立国のスウェーデン以外は枢軸国もしくはナチス占領下の地域出身者で占められていた。。調査団構成員は以下の通り。
- Dr. Soenen, ゲント大学, ベルギー.
- Dr. Michailov, ソフィア大学, ブルガリア王国.
- Dr. Niilo Pesonen, ヘルシンキ大学, フィンランド.
- Dr. Duvoir, パリ大学, フランス(ナチス・ドイツに依るパリ占領並びにヴィシー政権).
- Dr. Cazzaniga, ミラノ大学, イタリア王国.
- Dr. Ljudevit Jurak, ザグレブ大学, クロアチア独立国.
- Dr. ter Poorten, アムステルダム大学, オランダ
- Dr. Birkle, ブカレスト大学, ルーマニア王国.
- Dr. Gösta Häggqvist, カロリンスカ研究所, ストックホルム, スウェーデン.
- Dr. Krsek, スロバキア大学, スロバキア共和国.
- Dr. Ferenc Orsós, ブダペスト大学, ハンガリー王国 (1920年-1946年).

調査員が91の共同墓地を発見し、そこから9,442の遺体を掘り起した。そのうち、149の遺体は女性であったということが確認された。調査団は、過半の犠牲者が1937年から1938年の間に銃殺されていたことを確認し、679の遺体がヴィーンヌィツャ市内・郊外の市民であったことが判った。虐殺されていた人々の多くはウクライナ人であったが、また少数のポーランド人も含まれていた。
戦時中、調査の結果と写真はヨーロッパの国々に出版され、ナチス・ドイツにおいて反ソ連のプロパガンダとして利用された。ヴィーンヌィツャで多くの遺体が再埋葬され、共同墓地には「スターリンのテロの犠牲者記念碑」が立てられた。戦後になると、ソ連は虐殺をナチスの仕業として、記念碑を「ナチスのテロの犠牲者記念碑」に替え、さらにそれを除去して共同墓地の場所を遊園地にした。
冷戦中、ヴィーンヌィツャの虐殺については欧米に居住するウクライナ系移民によって研究が進められてきた。一方、ソ連ではそのテーマは1988年まで禁忌となっていた。

## ギャラリー

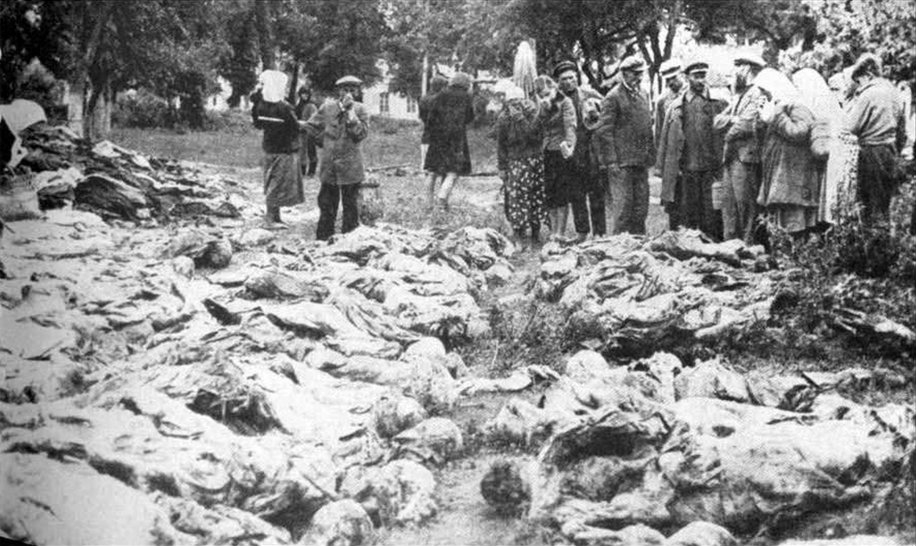
掘り出された遺体から親戚を探しているヴィーンヌィツャの市民.
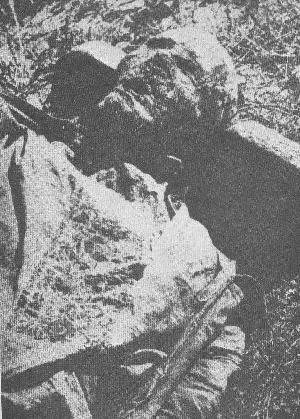
掘り起こされた遺体
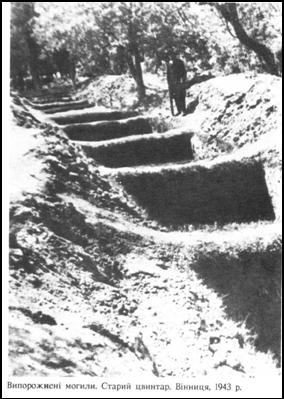
共同墓地
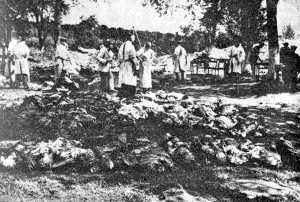
国際調査団の活動

## 注
1. ↑  ヴァレーリイ・ヴァシーリエウ、ユーリイ・シャポヴァール「大粛清の段階：ヴィーンヌィツャの悲劇」『ゼルカロ・ネデーリ』№ 31 (406), 2002年8月17日－23日　(ロシア語, ウクライナ語)
2. ↑  Amtliches Material zum Massenmord von Winniza, p.103. Archiv-Edition 1999 (Faksimile der 1944 erschienenen Ausgabe).
3. ↑  Amtliches Material zum Massenmord von Winniza, p.117. Archiv-Edition 1999 (Faksimile der 1944 erschienenen Ausgabe).
4. 1 2  ペツロ・パヴロヴィチ「ヴィーンヌィツャの虐殺について」『ウクライナ被抑圧者会．
5. ↑  Amtliches Material zum Massenmord von Winniza, p.124, 215–248. Archiv-Edition 1999 (Faksimile der 1944 erschienenen Ausgabe).